# جيمس جولدسميث
جيمس جولد سميث (بالفرنسية: James Goldsmith)‏ رجل أعمال بريطاني (ولد يوم 26 فبراير 1933 في فرنسا)
قالت مارجريت تاتشر عنه: «كان جيمي جولدسميث واحدا من أقوى الشخصيات الديناميكية التي شهدها هذا الجيل. لقد كان سخيا للغاية، ومخلصا بشدة للأسباب التي يعتنقها».

## روابط خارجية
- جيمس جولدسميث على موقع IMDb (الإنجليزية)
- جيمس جولدسميث على موقع مونزينجر (الألمانية)
- جيمس جولدسميث على موقع كينوبويسك (الروسية)